# Fondation Octopus
La Fondation Octopus (Octopus Foundation) est une fondation suisse, d'utilité publique, créée en mai 2015. Son but est d'améliorer les connaissances du monde marin en soutenant l'exploration scientifique dans les domaines de l'archéologie subaquatique et de la biologie marine. Elle produit pour chaque projet des médias afin de rendre ce savoir accessible au plus grand nombre. Son siège se trouve à Lausanne, en Suisse-Romande. Ses activités se déroulent dans le monde entier, mais principalement en Mer Méditerranée et en Atlantique Nord-Est.
Le logo et les bandes dessinées sont l'œuvre d'Antoine Bugeon.

## Missions
- Exploration scientifique (ressources humaines spécialisées, supports techniques, logistiques ou médiatiques et aides financières)[8].
- Création de médias (presse, documentaire, exposition, conférence[9]).

## Fondateur et Président
- Julien Pfyffer[10]

## Financement
- La fondation est financée par des donateurs privés[11].
- Les ventes de bandes dessinées, livres, expositions et DVD participent aussi au financement de la fondation.

## Partenaires
- Association Peau-Bleue[12] (Patrick Louisy, France)
- Université de Genève (Gionata Consagra, Suisse)
- Lampedusa Turtle Rescue[13] (Daniela Freggi, Italie)
- OpenRov (David Lang, États-Unis)
- Fiskardo Divers (Cédric Georges, Grèce)
- Muséum national d'histoire naturelle (Paris, France)
- Marinarium de Concarneau
- Seaquarium le Grau du Roi
- Kosamare

## Compétences
- Navigation à la voile et au moteur
- Plongée sous-marine
- Photographie sous-marine
- Photographie terrestre
- Acquisition par drone aérien et sous-marin
- Photogrammétrie, modélisation 3D et orthophotoplan

## Historique des projets

### 2015
- Projet pilote: "Bristol Beaufighter"[14]. L'étude des restes d'un avion de combat anglais abattu en Grèce par l'armée allemande durant la seconde guerre mondiale. Partenaire: Fiskardo Divers.

### 2016
- Projet archéologie subaquatique: "Les carrières d'Oricum"[15]. L'étude d'une ville antique en Albanie, théâtre d’un événement clé dans la conquête du pouvoir absolu par Jules César. Partenaire: l'Université de Genève (UNIGE).
- Projet biologie marine: "La clinique de Lampedusa"[16],[17],[18],[19]. Sur ce rocher isolé au milieu de la Méditerranée, une clinique opère et soigne chaque année des dizaines de tortues marines. Partenaire: Lampedusa Turtle Rescue

### 2017
- Projet archéologie subaquatique: "Le port d'Oricum"[20]. L'étude de vestiges découverts dans le lagon bordant la ville antique[21]. Partenaire: Université de Genève (UNIGE).[22]
- Projet biologie marine: "Les hippocampes d'Europe"[23]. Ces animaux emblématiques de nos océans, aux côtés de leurs cousins les syngnathidés, sont très peu étudiés. Partenaire: association Peau-Bleue

### 2018
- Projet archéologie subaquatique: "Les épaves de l'Île de Mozambique"[24]. L'étude de vestiges découverts dans la baie entourant l'île mythique. Partenaire: Université Eduardo Mondlane de Maputo et l'UNESCO.
- Projet biologie marine: "Les phoques moines de Méditerranée"[25]. Ces mammifères marins sont extrêmement menacés et vulnérables. Les biologistes tentent de mieux les comprendre pour mieux les protéger. Partenaires: MOm, Archipelagos et l'IUCN.

### 2019
- Projet archéologie subaquatique: "Épaves en péril du lac de Neuchâtel"[26],[27],[28],[29]. L'étude de vestiges archéologiques recouverts par quelques centimètres de sédiments au fond du lac suisse-romand. Partenaire: OPAN, Office du Patrimoine et de l'Archéologie du canton de Neuchâtel[30] et le CREASSM, le Centre Romand d'Études d'Archéologie Subaquatique et Sous-Marine.
- Projet biologie marine: "Les phoques moines de Méditerranée"[31]. Ces mammifères marins sont extrêmement menacés et vulnérables. Les biologistes installent des outils innovants pour faciliter leur étude. Partenaires: l'IUCN et l' Ionian Dolphin Project.

## Galerie

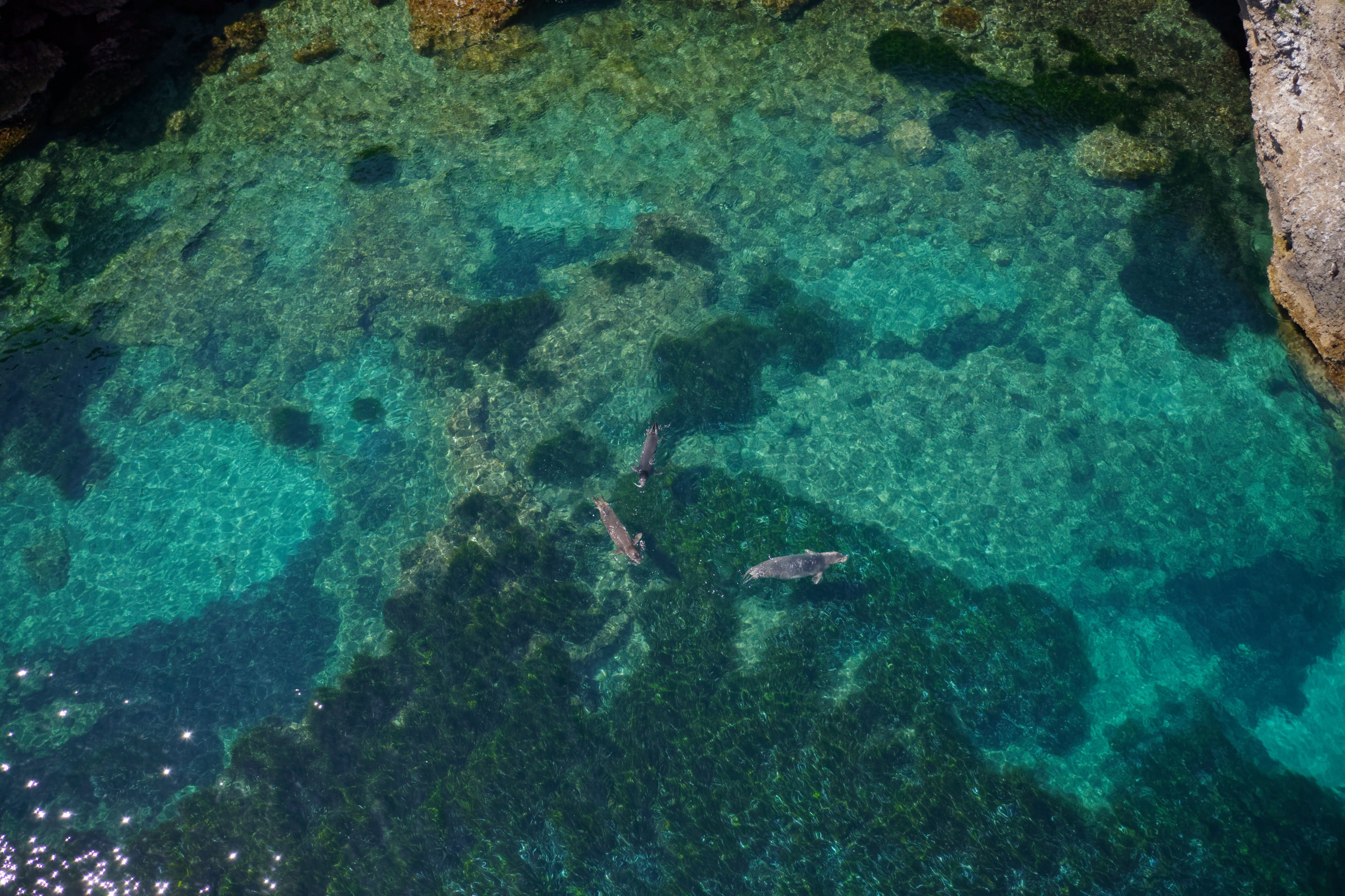
Plusieurs phoques moines de Méditerranée nagent dans les eaux chaudes des Îles Ioniennes
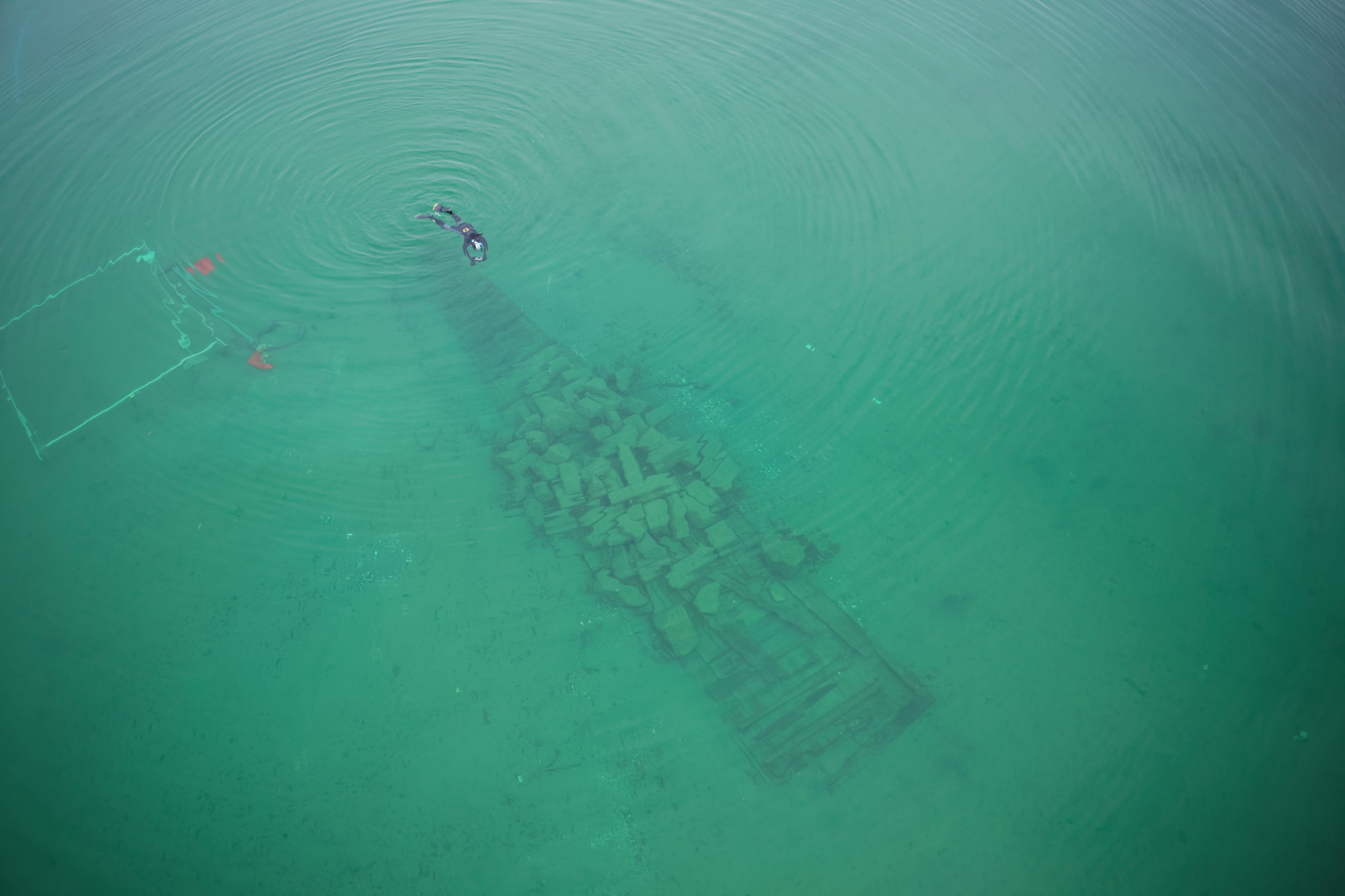
Vue aérienne d'une épave du XVIIIe siècle, dont les vestiges reposent dans les eaux du lac de Neuchâtel, en Suisse